# Windhorse
Windhorse is een Amerikaanse film uit 1998, geregisseerd en geproduceerd door Paul Wagner. De hoofdrollen werden vertolkt door Dadon, Jampa Kälsang en Richard Chang
De film ging in première op het internationaal filmfestival van Toronto op 16 september 1998. In 2000 verscheen de film ook in Nederland.

## Verhaal
De film speelt zich af in Tibet, en draait om Dorjee, zijn zus Dolkar en hun nichtje Pema. De drie zien op een dag hoe Chinese militairen hun grootvader vermoorden. Na de moord besluit de familie te verhuizen naar Lhasa.
Dorjee’s vrienden organiseren een verzetsgroep tegen het Chinese bewind, maar Dorjee zelf wil hier niets mee te maken hebben. Pema daarentegen doet wel mee. Op een dag demonstreert ze in het openbaar tegen de onderdrukking. Ze wordt om deze reden al snel gearresteerd. Dit stelt Dorjee en Dolkar voor een lastige keuze, en dwingt hen toch een kant te kiezen in het conflict.

## Rolverdeling
| Acteur          | Personage   |
| --------------- | ----------- |
| Dadon           | Dolkar      |
| Jampa Kälsang   | Dorjee      |
| Richard Chang   | Duan-Ping   |
| Lu Yü           | Du Han-Shen |
| Taije Silverman | Amy         |

## Prijzen en nominaties
| jaar | prijs                    | categorie                        | genomineerde(n) | uitslag     |
| ---- | ------------------------ | -------------------------------- | --------------- | ----------- |
| 1998 | Filmfestival van Florida | Audience award voor Best Feature | Paul Wagner     | gewonnen    |
| 1998 | Filmfestival van Florida | Grand Jury Award                 | Paul Wagner     | genomineerd |